# معتز الجنيدي
معتز الجنيدي هو لاعب رفع أثقال أردني أنجز العديد من البطولات وأهمها: بطل العالم لعامي 2010 و 2014، وبرونزية أولمبياد بكين 2008 وذهبيتي آسيا لعامي 2010 و 2011.

## حياته
تَعرض معتز الجنيدي بطُفولته لمرض شلل الأطفال نتيجة لتناوله طعام فاسد؛ مما أدى إلى فُقدانِه القُدرة على المشي. حصل الجنيدي على شهادة البكالوريوس في المحاسبة.

## مَسِيرتُهُ الرياضية
حصل الجنيدي على العَديد من الجوائز المَحلية، وحقق أعلى رقم رُفع بالأردن على مُستوى المعوقين وغير المعوقين (229 كغ). أول الجوائز العالمِية التي حَققها كانت برونزية وزن 210 كغم في أولمبياد بكين 2008.